# أنقاض كيلمس

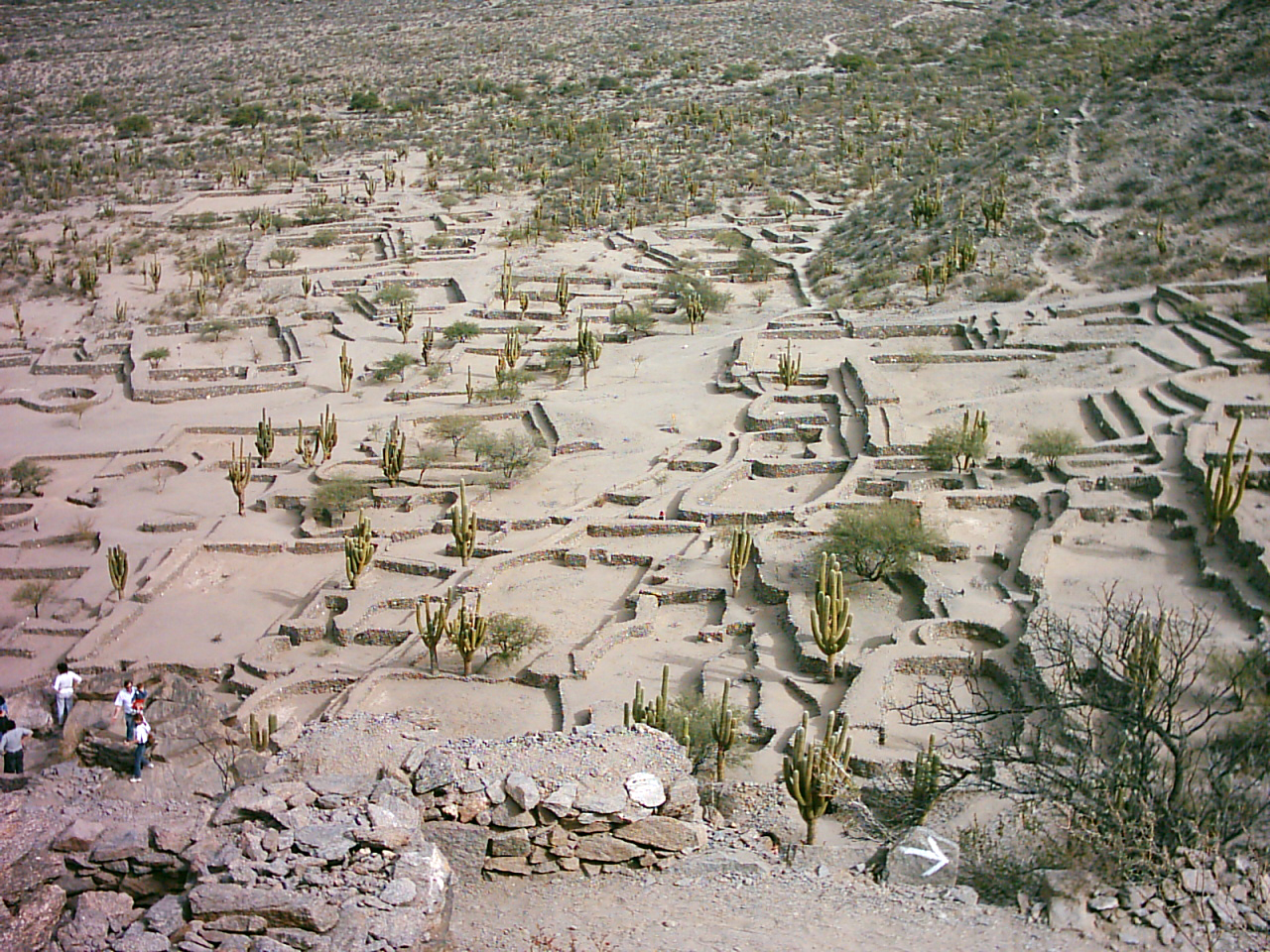
أنقاض كيلمس

أنقاض كيلمس هي موقع أثري في وديان كالتشاكي في مقاطعة توكومان في الأرجنتين. كانت أكبر موقع لمستوطنة من زمن ما قبل كولومبوس في البلاد،  مغطية مساحة حوالي 30 هكتار. تعود المنطقة إلى 850 ميلادية تقريبا، حيث كان يسكنها شعب كيلمس؛ يعتقد أن نحو 5000 شخص عاشوا هنا في أوجها.
على الرغم من أن الموقع اكتشف في عام 1888 من قبل صموئيل أليخاندرو لافوني كيفيدو، حصلت أول دراسة للأنقاض في عام 1897 من قبل عالم الآثار خوان باتيستا أمبروزيتي.